# Веліканов Олександр Семенович
Олександр Семенович Веліканов (1818—1886) — філолог, археолог, історик України стародавньої доби.

## Життєпис та науковий доробок
Народився в Одесі 1818 р. Навчався в Рішельєвському ліцеї. У 1850-х заснував в Одесі взірцеву бібліотеку. Помер в Одесі в 1886 р.
Праці дослідника були написані на перетині філології та історії. Хоча його праці були опубліковані у другій половині ХІХ ст. за методологією він належав до авторів першої половини століття. Його погляди відзначались романтизмом, патетичністю та слов'янофільською заангажованістю. Був різким противником норманської теорії походження Русі. Часто довільно інтрепретував джерела, за що був критикований більшістю сучасників.

## Праці
- Разведки о доисторических временах русь-славянского народа. — Вып. 1. — Одесса, 1879. — XII; Вып. 2. — 1881;
- Разведки о древнейшей русь-славянской грамотности. Одесса, 1878, XV с.;
- Зарница Руси за скифским горизонтом розысканий о ея начале. Древние русские и славянские имена днепровских порогов. — Одесса, 1877.